# Rato (stație de metrou din Lisabona)
Rato este stația terminus din sudul liniei galbene a metroului din Lisabona. Este situată sub piața Largo do Rato, oferind posibilitate de acces la Muzeul Național de Istorie Naturală și Științe, la Grădina Botanică, la Teatro da Cornucópia și la sediul Societății Naționale de Arte Frumoase.

## Istoric
Stația a fost inaugurată pe 29 decembrie 1997, ca parte a extinderii liniei galbene a metroului către zona Largo do Rato. 
Proiectul original al stației aparține arhitectului Sanchez Jorge, iar decorațiunile pictorilor Maria Helena Vieira da Silva, Árpád Szenes și Manuel Cargaleiro.
Precum toate stațiile mai noi ale metroului din Lisabona, „Rato” este echipată pentru a deservi și persoanele cu dizabilități locomotoare, dispunând de lifturi și scări rulante pentru ușurarea accesului la peroane.

## Legături

### Autobuze orășenești

#### Carris
- 202 Cais do Sodré ⇄ Bairro Padre Cruz
- 706 Cais do Sodré ⇄ Gara Santa Apolónia
- 709 Restauradores ⇄ Campo de Ourique (Prazeres)
- 713 Alameda D. A. Henriques ⇄ Gara Campolide
- 720 Picheleira/Rua Faria Vasconcelos ⇄ Calvário
- 727 Gara Roma-Areeiro ⇄ Restelo - Av. das Descobertas
- 738 Quinta dos Barros ⇄ Alto de Santo Amaro
- 758 Cais do Sodré ⇄ Portas de Benfica
- 774 Campo de Ourique (Prazeres) ⇄ Gomes Freire[3]